# David Corrêa da Fonseca
David Corrêa da Fonseca (Vitória, 17 ottobre 1995) è un calciatore brasiliano, attaccante del Vasco da Gama.

## Caratteristiche tecniche
È un'ala destra.

## Carriera
Cresciuto nelle giovanili del Vitória, ha esordito in prima squadra il 19 marzo 2015 in occasione del match di Copa do Nordeste vinto 2-0 contro il Confiança.

## Statistiche

### Presenze e reti nei club
Statistiche aggiornate al 23 marzo 2018.
| Stagione        | Squadra         | Campionato      | Campionato | Campionato | Coppe nazionali | Coppe nazionali | Coppe nazionali | Coppe continentali | Coppe continentali | Coppe continentali | Altre coppe | Altre coppe | Altre coppe | Totale | Totale | Totale |
| Stagione        | Squadra         | Comp            | Pres       | Reti       | Comp            | Pres            | Reti            | Comp               | Pres               | Reti               | Comp        | Pres        | Reti        | Pres   | Reti   |        |
| --------------- | --------------- | --------------- | ---------- | ---------- | --------------- | --------------- | --------------- | ------------------ | ------------------ | ------------------ | ----------- | ----------- | ----------- | ------ | ------ | ------ |
| 2015            | Vitória         | PD/BA+B         | 0+24       | 0+2        | CB              | 0               | 0               |                    | -                  | -                  | CDN         | 1           | 0           | 25     | 2      |        |
| 2016            | Vitória         | PD/BA+A         | 2+17       | 1+2        | CB              | 2               | 0               | CS                 | 1                  | 0                  |             | -           | -           | 22     | 3      |        |
| 2017            | Vitória         | PD/BA+A         | 12+35      | 2+6        | CB              | 6               | 0               |                    | -                  | -                  | CDN         | 10          | 3           | 63     | 11     |        |
| Totale Vitória  | Totale Vitória  | Totale Vitória  | 90         | 13         |                 | 8               | 0               |                    | 1                  | 0                  |             | 11          | 3           | 110    | 16     |        |
| 2018            | Cruzeiro        | M1/MG+A         | 0          | 0          | CB              | 0               | 0               | CL                 | 0                  | 0                  |             | -           | -           | 0      | 0      |        |
| Totale carriera | Totale carriera | Totale carriera | 90         | 13         |                 | 8               | 0               |                    | 1                  | 0                  |             | 11          | 3           | 110    | 16     |        |

## Palmarès

### Club

#### Competizioni nazionali
- Coppa del Brasile: 1

San Paolo: 2023